# Retroperitonealraum

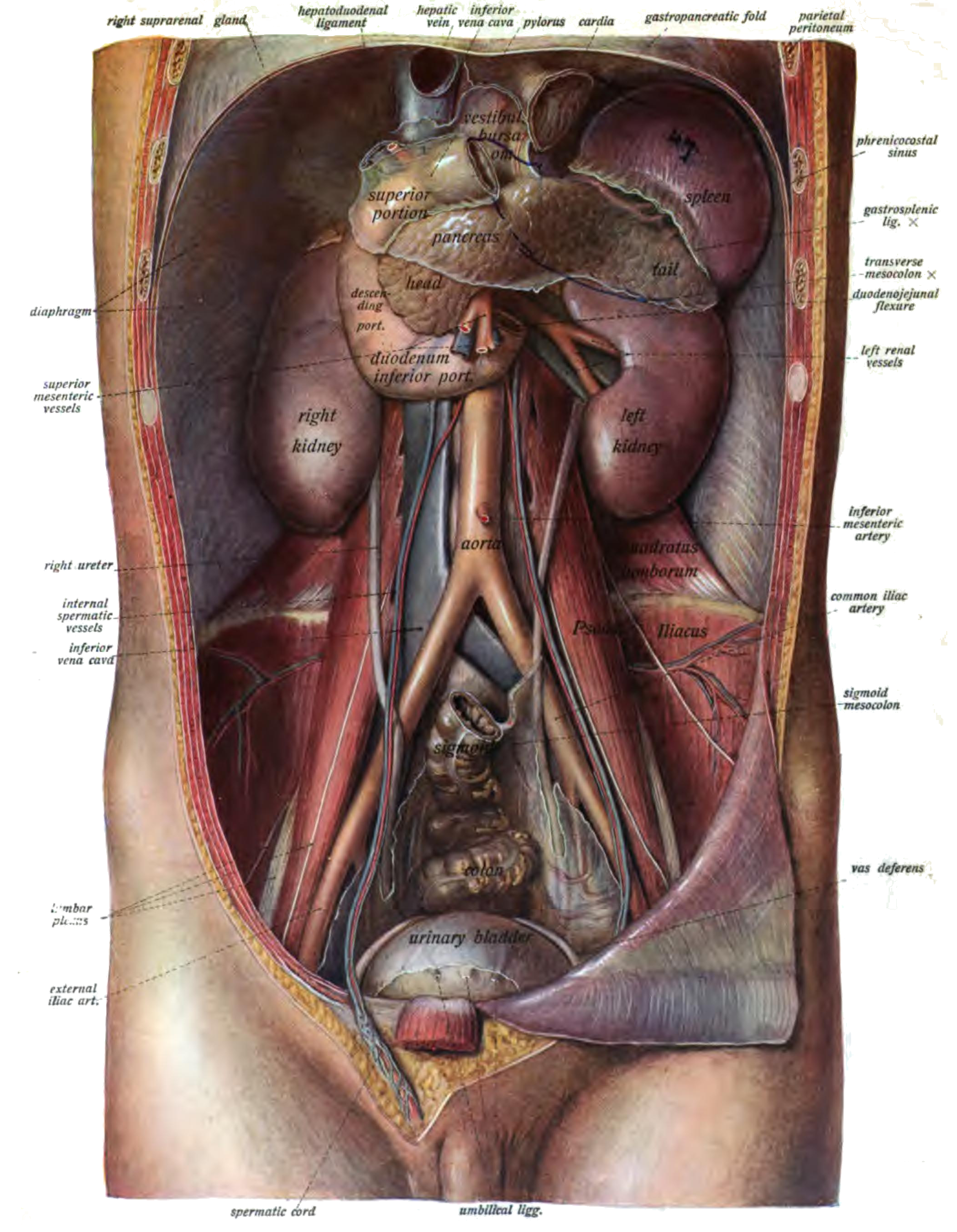
Strukturen des Retroperitonealraums

Übersicht über die einzelnen Körperhöhlen

Der Retroperitonealraum oder einfach das Retroperitoneum (Spatium retroperitoneale) beinhaltet jene anatomischen Strukturen, die hinter dem Bauchfell (Peritoneum) liegen und nicht vom Bauchfell umschlossen werden. „Retroperitoneal“ bedeutet „hinter dem Peritoneum“.
Man unterscheidet entwicklungsgeschichtlich primär retroperitoneal und sekundär retroperitoneale Organe. Primär retroperitoneal liegen jene Organe, die hinter der Bauchhöhle entstehen. Dazu gehören Nieren, Nebennieren und Harnleiter.
Im Gegensatz dazu entstehen die sekundär retroperitonealen Organe in der Bauchhöhle: Sie liegen vorerst intraperitoneal, durch Wachstum (Druck- und Zugkräfte) werden diese Organe dann an die Bauchwand gedrückt, wobei deren Hülle, das Peritoneum viscerale, mit dem Peritoneum parietale der Bauchwand verwächst. Sie besitzen daher kein Gekröse (Mesenterium) mehr und sind in ihrer Beweglichkeit im Vergleich zu den intraperitoneal gelegenen Organen stark eingeschränkt. Zu den sekundär retroperitoneal gelegenen Organen zählen beim Menschen:
- Bauchspeicheldrüse (Pankreas)
- Duodenum (Zwölffingerdarm) mit Ausnahme des oberen Teils (Pars superior)
- Colon ascendens und Colon descendens (auf- und absteigender Teil des Dickdarms)
- Mastdarm bis zur Flexura sacralis

Bei den Haustieren liegen diese Organe, mit Ausnahme von Teilen der Bauchspeicheldrüse, intraperitoneal, besitzen also ein Gekröse.
Neben den retroperitonealen Organen befinden sich in der Medianebene des Retroperitonealraums die großen axialen Leitungsbahnen:
- Bauchteil (Pars abdominalis) der Aorta (große Körperschlagader)
- Vena cava inferior (untere Hohlvene)
- Vena lumbalis ascendens (Lendenvene)
- Truncus sympathicus (Grenzstrangganglien)
- Cisterna chyli (Lendenzisterne, ein Sammelraum für Lymphe)

## Tumoren
Da der Retroperitonealraum aus lockerem Bindegewebe und Fett besteht, erlaubt er ein Tumorwachstum von erheblicher Größe, bevor dieses auffällt. Deswegen werden Tumoren im Retroperitonealraum zufällig, oder oft erst sehr spät entdeckt, durch Obstruktion von Nerven oder Gefäßen, durch Metastasen oder seltener durch direkte Tumorinvasion. Retroperitoneale Malignome machen nur 1 % der Krebsarten des Bauchraums aus.
Vor allem vier Tumorarten sind häufig:
1. Weichteilsarkome machen etwa 80 % der bösartigen Retroperitonealtumoren aus. Am häufigsten ist das Liposarkom, sowie das Leiomyosarkom und das maligne fibröse Histiozytom
2. neurogene Tumoren sind häufiger gutartig. Dazu zählen neuroendokrine Tumoren wie das extraadrenale Phäochromozytom, außerdem das Ganglioneurom ausgehend vom sympathischen Nervengeflecht oder das Paragangliom.
3. Keimzelltumoren, die besonders bei jungen Männern zwischen 15 und 35 Jahren auftreten und oftmals mit erhöhten Werten der Tumormarker Alpha-1-Fetoprotein und Beta-HCG verbunden sind.
4. Lymphome mit gut- oder bösartigen lymphoproliferativen Tumoren